# De camino pa' la cima
De camino pa' la cima es el segundo álbum de estudio del cantante puertorriqueño J Álvarez. Fue publicado el 18 de febrero de 2014 a través de su sello On Top of the World Music y distribuido por Sony Music Latin. Contiene el sencillo líder «Amor en práctica» y las colaboraciones de Zion &  Mackie. Una versión deluxe digital también fue publicada el mismo día, la cual añade cuatro canciones nuevas.
En 2015, fue publicado una nueva edición titulada Reloaded 2.0. Contiene dos versiones: 33 canciones para las ediciones digitales, mientras que la versión en físico contienen 23 canciones.

## Lista de canciones

### Edición estándar (2014)
| N.º   | Título                     | Productor(es)                       | Duración |  |
| 1.    | «Te cambiamos el juego»    | Montana “The Producer”              | 3:28     |  |
| 2.    | «El duelo»                 | Montana                             | 3:04     |  |
| 3.    | «Como nunca»               | Luny Tunes · Predikador             | 3:21     |  |
| 4.    | «Háblame de ti»            | Montana                             | 3:18     |  |
| 5.    | «Quiere llegar» (con Zion) | Montana · FrankFussion              | 3:12     |  |
| 6.    | «La cita»                  | Montana · FrankFussion              | 3:43     |  |
| 7.    | «Buscándote» (con Mackie)  | BK · Montana                        | 3:25     |  |
| 8.    | «Hacerte volar»            | Montana · FrankFussion              | 3:54     |  |
| 9.    | «La temperatura»           | Luny Tunes · Predikador · Noriega   | 3:35     |  |
| 10.   | «Amor en práctica»         | Luny Tunes · Predikador             | 2:48     |  |
| 11.   | «Mirándonos»               | Yai & Toly                          | 2:43     |  |
| 12.   | «Siempre me llamas»        | Luny Tunes · DJ Nelson · Predikador | 4:23     |  |
| 13.   | «Un poco más»              | Luny Tunes · MadMusick              | 3:15     |  |
| 14.   | «Cómo explicarte»          | Eliot                               | 3:36     |  |
| 15.   | «Dándote calor»            | Yai & Toly                          | 3:27     |  |
| 51:12 |                            |                                     |          |  |

| Edición deluxe |                         |               |          |  |
| N.º            | Título                  | Productor(es) | Duración |  |
| 15.            | «De camino pa' la cima» | Keko Musik    | 3:45     |  |
| 16.            | «Dándote calor»         | Yai & Toly    | 3:27     |  |
| 17.            | «Soñar»                 | Eliot         | 3:26     |  |
| 18.            | «Tu cuerpo pide fiesta» | Yai & Toly    | 3:10     |  |
| 19.            | «Sin pretexto»          | Gaby Metálico | 3:39     |  |
| 01:08:52       |                         |               |          |  |

### Reloaded 2.0 (2015)
| Formato CD |                                                  |                 |          |  |
| N.º        | Título                                           | Productor(es)   | Duración |  |
| 16.        | «Lentamente» (con Jowell & Randy, Zion & Lennox) | Onell           | 3:47     |  |
| 17.        | «La película» (con Cosculluela)                  | Montana · Eliot | 4:01     |  |
| 18.        | «Quiero olvidar»                                 | Montana         | 3:30     |  |
| 19.        | «Quiero hacértelo» (con Tego Calderón)           | Nesty           | 2:56     |  |
| 20.        | «Hoy se bebe»                                    | Jumbo           | 3:29     |  |
| 21.        | «Cuerpo de sirena»                               | Onell · Klasico | 3:12     |  |
| 22.        | «Caribbean Girls» (con Vakeró)                   | Gueto           | 3:18     |  |
| 23.        | «La temperatura (Remix)» (con Wisin)             | Luny Tunes      | 3:34     |  |
| 01:18:59   |                                                  |                 |          |  |

| Formato digital |                                                     |                   |          |  |
| N.º             | Título                                              | Productor(es)     | Duración |  |
| 16.             | «Dale uso» (con D.OZi, Luigi 21 Plus y Maximus Wel) | Mambo Kingz       | 4:08     |  |
| 17.             | «Hoy se bebe»                                       | Jumbo             | 3:29     |  |
| 18.             | «Tu primera vez»                                    | Montana           | 3:24     |  |
| 19.             | «La película» (con Cosculluela)                     | Montana · Eliot   | 4:01     |  |
| 20.             | «Quiero hacértelo» (con Tego Calderón)              | Nesty             | 2:56     |  |
| 21.             | «Quiero olvidar»                                    | Montana           | 3:30     |  |
| 22.             | «Te imagino» (con Baby Rasta & Gringo, Divino)      | Montana           | 4:33     |  |
| 23.             | «Brindemos» (con Carlitos Rossy)                    | Haze              | 3:58     |  |
| 24.             | «Cuerpo de sirena»                                  | Onell · Klasico   | 3:13     |  |
| 25.             | «Navegarte»                                         | Montana           | 3:28     |  |
| 26.             | «Lentamente» (con Jowell & Randy, Zion & Lennox)    | Onell             | 3:47     |  |
| 27.             | «Extrañándote»                                      | Noriega · Klasico | 3:07     |  |
| 28.             | «En la discoteca»                                   | Eliot             | 3:30     |  |
| 29.             | «No la dejes caer»                                  | Gaby Metálico     | 3:22     |  |
| 30.             | «No es lo mismo»                                    | Keko Musik        | 3:28     |  |
| 31.             | «Caribbean Girls» (con Vakeró)                      | Gueto             | 3:31     |  |
| 32.             | «La temperatura (Remix)» (con Wisin)                | Luny Tunes        | 3:39     |  |
| 33.             | «Nadie como yo» (con De la Ghetto)                  | Montana           | 4:02     |  |
| 01:55:55        |                                                     |                   |          |  |

| Remezclas |                                                           |          |  |
| N.º       | Título                                                    | Duración |  |
| 1.        | «El duelo (Remix)» (con Plan B)                           | 3:24     |  |
| 2.        | «Amor en práctica (Remix)» (con Jory Boy, Maluma y Ken-Y) | 4:03     |  |
| 4.        | «Quiere llegar (Remix)» (con Zion & Lennox)               | 3:44     |  |
| 5.        | «La temperatura (Remix 2)» (con Gente de Zona y Maffio)   | 4:34     |  |
| 6.        | «Quiero olvidar (Remix)» (con Maluma y Ken-Y)             | 3:55     |  |

## Posicionamiento de listas
| Listas (2014)                        | Mejor posición |
| ------------------------------------ | -------------- |
| Estados Unidos (Billboard 200)       | 174            |
| Estados Unidos (Latin Rhythm Albums) | 1              |
| Estados Unidos (Top Latin Albums)    | 2              |
| Estados Unidos (Top Rap Albums)      | 13             |

| Listas (2015)                        | Mejor posición |
| ------------------------------------ | -------------- |
| Estados Unidos (Latin Rhythm Albums) | 1              |
| Estados Unidos (Top Latin Albums)    | 3              |

### Anuales
| Listas (2014)                        | Posición |
| ------------------------------------ | -------- |
| Estados Unidos (Latin Rhythm Albums) | 7        |

| Listas (2015)                        | Posición |
| ------------------------------------ | -------- |
| Estados Unidos (Latin Rhythm Albums) | 15       |